# Explosión de camión cisterna de combustible de Nosratabad de 2004
La explosión de camión cisterna de combustible de Nosratabad en 2004 fue un incidente catastrófico que tuvo lugar el 24 de junio de 2004, cerca de la frontera de Irán con Afganistán, y resultó en al menos 90 muertos y 114 heridos. El desastre se desencadenó cuando un camión cisterna de combustible perdió el control y chocó con un autobús en el retén policial de Nosratabad, ubicado a unos 110 kilómetros (68,4 mi) al oeste de Zahedán.

## Trasfondo
Irán tiene una alta tasa de accidentes de tráfico, una de las peores a nivel mundial, con una media de 22 000 muertos anuales en el momento del desastre.
Los puestos de control de la policía, en su mayoría presentes para comprobar si hay drogas, son habituales en las carreteras cercanas a Zahedán, la capital de la provincia de Sistán y Baluchistán. El puesto de control de Nosratabad estaba situado en una curva pronunciada y era conocido por crear largas colas de autobuses y automóviles, y su ubicación y métodos de inspección obsoletos serían criticados más tarde por el parlamentario de Zahedán, Hossein Ali Shahriari.
A principios de año, el 18 de febrero de 2004, un tren que transportaba azufre, fertilizantes, gasolina y algodón descarriló, se separó y explotó cerca de Nishapur, matando a casi 300 personas.

## Incidente
El camión de gasolina transportaba más de 17 000 litros (3739 impgal; 4491 galAm) de gasolina cuando perdió el control y chocó contra un poste eléctrico y luego un autobús en el puesto de policía, donde otros vehículos esperaban en fila. El impacto provocó que el camión explotara, creando una bola de fuego que envolvió a otros cinco autobuses y varios vehículos adicionales que estaban detenidos en el puesto de control, algunos de los cuales transportaban alquitrán, lo que exacerbó aún más las llamas. La explosión fue tan intensa que muchas de las víctimas quedaron carbonizadas más allá del reconocimiento.
Según la agencia de noticias de la República Islámica, la mayoría de las víctimas eran mujeres y niños que esperaban dentro de los autobuses mientras la policía registraba a los hombres afuera. Las víctimas murieron quemadas debido a la falta de equipo contra incendios en la comisaría de Nosratabad.
Mehran Nourbakhsh, portavoz de la Media Luna Roja Iraní, afirmó que 90 personas murieron en la explosión y 114 resultaron heridas. Agregó que la organización había enviado 40 trabajadores al lugar para brindar ayuda.